# سيريتو غويدي
سيريتو غويدي هي كومونا (بلدية) في مدينة فلورنسا الحضارية في منطقة توسكاني الإيطالية ، والتي تقع على بعد حوالي 30 كيلومتر (19 ميل) غرب فلورنسا .
وتحد سيريتو غويدي البلديات التالية: إمبولي ، وفوتشيكيو ، ولامبوريكيو ، ولارسيانو ، وسان مينياتو ، وفينشي.